# Литвинов Євген Данилович
Євген Данилович Литвинов (рос. Евгений Данилович Литвинов; нар. 7 жовтня 1931 — пом. не раніше 2002 та не пізніше 2004) — радянський футболіст, захисник.

## Життєпис
1954 року грав у класі «Б» за БОФ (Севастополь). У 1955 році в класі «А» провів 14 матчі за «Трудові резерви» (Ленінград), перебував у складі команди в 1956-1957 роках, у складі «Динамо» (Ленінград) — у 1960-1961 роках; дані про матчі у вище вказаний період відсутні.
Тренував клуб «Світлана». Син Вадим був у складі «Світлани» у 1974 році.
Помер період 2002-2004 років.